# Axiopoena karelini
Axiopoena karelini är en fjärilsart som beskrevs av Ménétriès 1863. Axiopoena karelini ingår i släktet Axiopoena och familjen björnspinnare. Inga underarter finns listade i Catalogue of Life.

## Bildgalleri

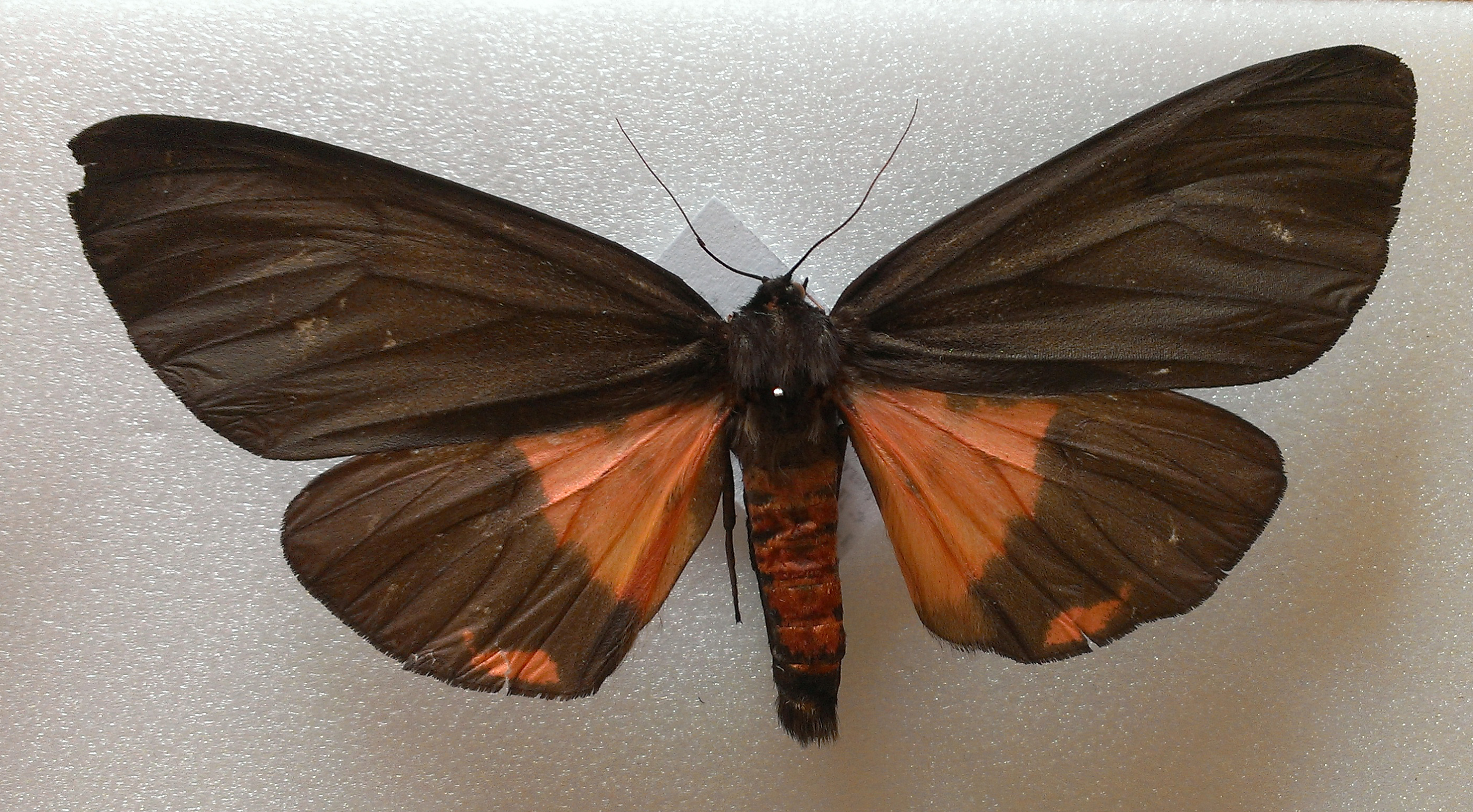